# C-TAP
 (novembre 2020).
C-TAP (Common Terminal Acquirer Protocol) est la spécification utilisée dans les pays du Benelux pour les terminaux de paiement . Aux Pays-Bas, C-TAP est le successeur de la spécification BeaNet, qui ne convient pas pour prendre en charge les transactions EMV et les exigences fixées par SEPA (Single Euro Payments Area).

## Carte de paiement et BeaNet
Dans les années 80, la carte de paiement a fait son apparition dans le système de paiement aux points de vente néerlandais. Au départ, les banques et la Postbank ont chacune développé leur propre standard pour la carte de paiement. Cependant, il était souhaitable que toutes les cartes de paiement émises soient acceptées par tous les terminaux de paiement aux Pays-Bas. Sous la direction de De Nederlandsche Bank ( DNB ), les deux normes ont été intégrées dans la société BeaNet . BeaNet est devenu responsable du traitement de GIRO (Postbank) et BANK (autres banques), puis ces deux produits ont été combinés dans le produit PIN . Le terminal BeaNet (spécifications EFT / POS des banques néerlandaises) a été développé pour traiter ces transactions EFT / POS sur les terminaux de paiement. En 1994, BeaNet a fusionné avec BankGiroCentrale et Eurocard Nederland pour former la société Interpay, qui s'appelle désormais Equens .

## Exigences liées à la zone SEPA
Dans le cadre de l'introduction de l'Espace Unique de Paiement en Euros ( SEPA ), des accords ont été conclus sur les exigences relatives aux cartes de paiement. Celles-ci se résument au fait qu'à partir de 2011, les cartes de paiement doivent utiliser la puce EMV (le un circuit intégré de la carte ) comme support de données au lieu de la bande magnétique. Un code PIN doit également être utilisé partout pour l'autorisation des transactions. Aux Pays-Bas, c'était déjà le cas depuis l'introduction de la carte de paiement, mais dans d'autres pays (comme le Royaume-Uni ), une signature était utilisée. Le SEPA a également stipulé qu'il devait y avoir un modèle de marché ouvert, dans lequel les accepteurs de transactions de paiement pouvaient choisir où ils les faisaient traiter. BeaNet n'étant pas en mesure de prendre en charge ces exigences, en 2004, Equens et les banques néerlandaises ont donc décidé d'introduire le C-TAP.

## Autorité C-TAP
L'Autorité C-TAP est la fondation à but non lucratif responsable des tâches liées au C-TAP aux Pays-Bas. Elle participe à l'évolution du cahier des charges en concertation avec les utilisateurs du C-TAP, à la certification des terminaux et à la maintenance du jeu de paramètres de base qui doit être présent dans chaque terminal C-TAP pour qu'il fonctionne correctement (le soi-disant paramètres communs). Dans le cadre de l'harmonisation des paiements européens, la gestion du C-TAP sera transférée à Acquiris, une organisation européenne.